# Ovillo neurofibrilar

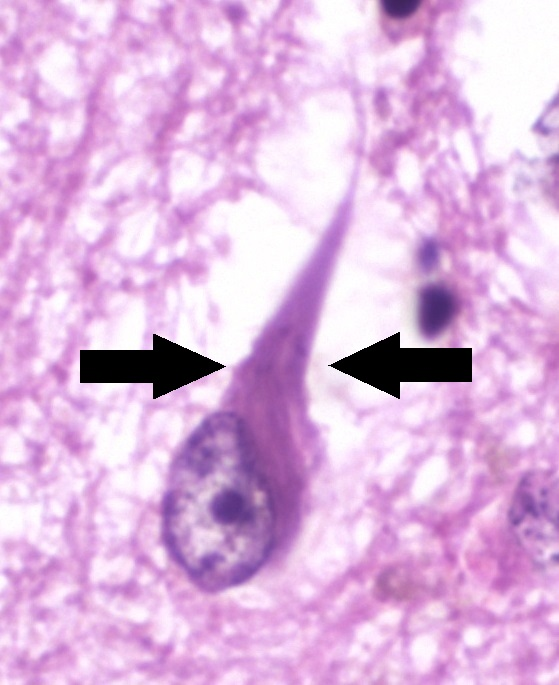
Histopatología de los ovillos neurofibrilares en el hipocampo en la enfermedad de Alzheimer. Tinción H&E.

Los ovillos neurofibrilares (NFT) son conglomerados anormales intraneurales secundarios de la hiperfosforilación de Proteínas Tau. Estas subunidades dispuestas en pilas de dos hélices que se tuercen hacia la izquierda, están asociados a ubiquitina; son indicadores de daño celular, asociados a la destrucción de microtúbulos y neurofilamentos y a la posterior muerte neuronal. 

## Formación
El mecanismo preciso de formación de ovillos no se comprende completamente, aunque generalmente se reconoce que son un factor causal principal en enfermedades neurodegenerativas. La formación de los NFT ocurre cuando se da una hiperfosforilación de la protína Tau, lo que provoca la formación de un agregado patológico con características insolubles, estas agregaciones de proteína tau hiperfosforilada también se conocen como PHF, o " filamentos helicoidales apareados ". 
El principal mecanismo de la formación de estos ovillos intraneuronales no se entiende por completo, pero se cree que un desequilibrio entre las actividades de las proteinas quinasas y las fosfatasas que actúan sobre tau es un fenómeno temprano. 
El desequilibrio en cuanto a la fosforilación de Tau, da como resultado el secuestro de Tau normal, así como de otras porteínas asociadas a microtúbulos, cómo lo son MAP 1 y MAP 2. Esto provoca la degradación y desemblaje de microtúbulos sanos, lo que conduce al deterioro del flujo axoplásmico. 
Los ovillos neurofibrilares fueron descritos por primera vez por Alois Alzheimer en uno de sus pacientes que padecía de demencia.

## Patologías
El número de Nft presentes está estrechamente relacionado con el grado de demencia. La presencia de los ovillos neurofibrilares   constituyen una de las características histológicas más importantes de la enfermedad de  Alzherimer, donde dichas estructuras, eventualmente terminarán por ocupar todo el espacio citoplasmático en ciertas células de la corteza cerebral, el hipocampo, el tronco encefálico y el diencéfalo.    debe considerarse de igual forma la participación de las vías de cinasas activadas por el receptor de insulina, particularmente a nivel del hipocampo. 
Además de la presencia de ovillos neurofibrilares en pacientes con Alzheimer, se cree que los ovillos forman parte de la patología de la enfermedad de Creutzfeldt-Jakob. Los ovillos neurofibrilares también se encuentran en pacientes con parálisis supranuclear.
Se ha encontrado también una relación de los ovillos en la demencia frontotemporal y, en ese caso, en ausencia de las placas seniles. El papel que juegan los ovillos neurofibrilares como factor causal en la enfermedad sigue siendo un tema controvertido. Según varios estudios, la aparición de ovillos neurofibrilares también es muy común en la demencia con cuerpos de Lewy (DCL) y en la demencia por la enfermedad de Parkinson (DEP).Aparecen patologías cuando se da una hiperfosforilación anormal de tau.